# Pallacanestro Cantù 1987-1988
Questa voce raccoglie le informazioni riguardanti la Pallacanestro Cantù nelle competizioni ufficiali della stagione 1987-1988.

## Stagione
La stagione 1987-1988 della Pallacanestro Cantù sponsorizzata Arexons, è la 33ª nel massimo campionato italiano di pallacanestro, la Serie A1.
Per la nuova stagione si decise di salutare Lorenzo "carro armato volante" Charles e Denis "Lupo" Innocentin che andarono a Desio, così vennero ingaggiati Jeff Turner e il giovane Alberto Rossini.
Gli esordi in campionato e in Coppa Korać furono dei migliori anche se i canturini in trasferta, lontani dal Pianella, ebbero qualche difficoltà ad imporsi. La quota positiva si interruppe ad undici tra campionato e Coppa quando la Pallacanestro Cantù fu sconfitta in Coppa a Saragozza. Questa sconfitta segnò uno stop molto lungo per gli uomini di Carlo Recalcati che si pregiudicarono il cammino in Coppa Korać. Dopo alcuni alti e bassi Cantù chiuse la stagione regolare al terzo posto e ai quarti di finale dei playoff incontrò la Yoga Bologna che venne superata solo in gara-3. Alle semifinali ad aspettare i canturini vi era la Tracer Milano che in due gare costrinsero a dire addio alla Pallacanestro Cantù ai sogni di gloria per il terzo anno consecutivo in semifinale.

## Roster
|    | Naz.                   | Ruolo | Sportivo             |  |  |  | Note |
| -- | ---------------------- | ----- | -------------------- |  |  |  | ---- |
| 4  | Italia (bandiera)      | C     | Umberto Malcangi     |  |  |  |      |
| 5  | Italia (bandiera)      | G     | Nicola Foschini      |  |  |  |      |
| 6  | Italia (bandiera)      | PG    | Umberto Cappelletti  |  |  |  |      |
| 7  | Italia (bandiera)      | A     | Enrico Milesi        |  |  |  |      |
| 8  | Italia (bandiera)      | AG    | Beppe Bosa           |  |  |  |      |
| 9  | Italia (bandiera)      | P     | Alberto Rossini      |  |  |  |      |
| 10 | Stati Uniti (bandiera) | C     | Dan Gay              |  |  |  |      |
| 11 | Stati Uniti (bandiera) | AG    | Jeff Turner          |  |  |  |      |
| 12 | Italia (bandiera)      | G     | Antonello Riva       |  |  |  |      |
| 14 | Italia (bandiera)      | P     | Pier Luigi Marzorati |  |  |  |      |
| 15 | Italia (bandiera)      | C     | Angelo Gilardi       |  |  |  |      |
| -  | Italia (bandiera)      | AP    | Enrico Figlios       |  |  |  |      |
| -  | Italia (bandiera)      | A     | Alessandro Zorzolo   |  |  |  |      |
|    | Italia (bandiera)      | ALL   | Carlo Recalcati      |  |  |  |      |

## Mercato
| Acquisti | Acquisti            | Acquisti     | Acquisti      |
| R.       | Nome                | da           | Modalità      |
| -------- | ------------------- | ------------ | ------------- |
| AG       | Jeff Turner         | N.J. Nets    | definitivo    |
| P        | Alberto Rossini     | Treviglio    | definitivo    |
| PG       | Umberto Cappelletti | Robur Varese | definitivo    |
| C        | Angelo Gilardi      | UG Goriziana | fine prestito |

| Cessioni | Cessioni          | Cessioni              | Cessioni       |
| R.       | Nome              | a                     | Modalità       |
| -------- | ----------------- | --------------------- | -------------- |
| C        | Lorenzo Charles   | Aurora Desio          | fine contratto |
| A        | Denis Innocentin  | Aurora Desio          | fine contratto |
| P        | Luciano Bosio     | Libertas Forlì        | fine contratto |
| P        | Corrado Fumagalli | Libertas Forlì        | fine contratto |
| C        | Luigi Cagnazzo    | Libertas Livorno 1947 | fine contratto |